# Alternanthera
Альтернантера (Alternanthera) — рід квіткових рослин з родини Амарантові (Amaranthaceae).
Однорічні і багаторічні рослини, іноді невеликі напівчагарники. Стебла від повзучих і лежачих до прямостоячих, у ряду видів плаваючі в товщі води.

Листки супротивні, черешкові або сидячі, цілокраї, від ланцетних до яйцеподібних.
Суцвіття верхівкові або пазушні, циліндричні колосоподібні або ж головчаті, з плівчастими приквітками. Квітки з 5 плівчастими листочками оцвітини, нерідко нерівними. Тичинки в числі 3-5, в основі зрощені в коротку трубку.
Плоди — мішечки з двояко-опуклим або яйцеподібно-довгастим насінням.